# Miroslav Řezníček
Miroslav Řezníček (* 22. března 1942) je bývalý český politik, v 90. letech 20. století poslanec České národní rady a Poslanecké sněmovny za ČSSD, později nezařazený poslanec.

## Biografie
Ve volbách v roce 1992 byl zvolen do České národní rady za ČSSD (volební obvod Západočeský kraj). Zasedal ve výboru pro vědu, vzdělání, kulturu, mládež a tělovýchovu.
Od vzniku samostatné České republiky v lednu 1993 byla ČNR transformována na Poslaneckou sněmovnu Parlamentu České republiky. Zde setrval do konce funkčního období sněmovny, tedy do voleb v roce 1996. Krátce předtím ještě v dubnu 1996 opustil poslanecký klub sociální demokracie a zasedal v parlamentu jako nezařazený poslanec.
Zároveň vystoupil z ČSSD. Předseda strany Miloš Zeman jeho odchod přičítal tomu, že nebyl zařazen na západočeskou kandidátní listinu ČSSD. Jeho eliminace z kandidátní listiny přitom podle Zemana byla odůvodněná, protože Řezníček měl jako poslaneckou asistentku zaměstnávat vlastní manželku. Sám Řezníček ale jako motiv pro odchod ze strany uváděl nesouhlas s hospodařením v oblasti zřizování poslaneckých kanceláří. Řezníček byl v té době za ČSSD starostou obce Libavské Údolí. Do tamního zastupitelstva byl zvolen v komunálních volbách roku 1994. Po odchodu z ČSSD nabídl rezignaci na starostenský post.